# Saint-Germain-de-Lusignan
Saint-Germain-de-Lusignan è un comune francese di 1 351 abitanti situato nel dipartimento della Charente Marittima nella regione della Nuova Aquitania.

## Società

### Evoluzione demografica
Abitanti censiti